# Caldcluvia paniculata
Caldcluvia paniculata là một loài thực vật có hoa trong họ Cunoniaceae. Loài này được (Cav.) D.Don mô tả khoa học đầu tiên năm 1830.